# ارخازلو
ارخازلو روستایی است که در استان اردبیل، شهرستان نمین، بخش ویلکیج، دهستان ویلکیج مرکزی قرار دارد.

## جمعیت
بر اساس سرشماری سال ۱۳۸۵ جمعیت این روستا ۶۷۱ نفر با ۱۳۶ خانوار بوده‌است.